# Moviment d'Estudiants de la Bíblia

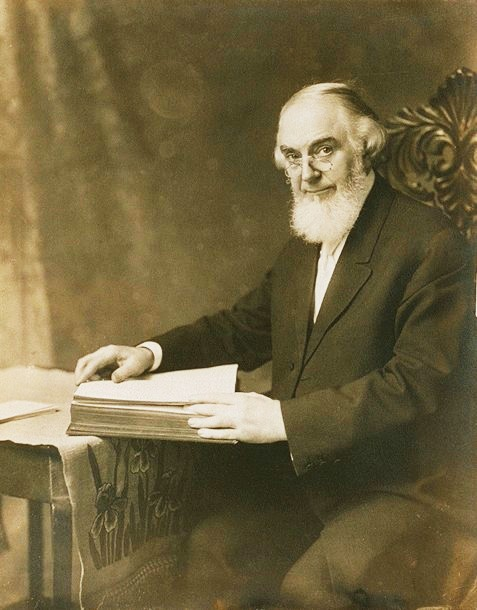
Charles Taze Russell a l'any 1911.

Els estudiants de la Bíblia o també les filles de la Torre és el nom amb què s'anomenen els grups cristians restauracionistes sorgits de les ensenyances del pastor Charles Taze Russell. Aquests moviments estan generalment organitzats al voltant d'una revista, una persona, o les dues coses a la vegada. Les revistes són el mitjà de comunicació i de cohesió del grup i són normalment, l'òrgan de discussió central. La majoria dels grups publica llibres, un nombre elevat de fulletons, tractats, vídeos i mitjans d'àudio. Practiquen la lectura i l'estudi regular de la Bíblia. Utilitzen els sis volums dels "Estudis de les Escriptures", escrits per Russell. No s'han de confondre amb els Testimonis de Jehovà, ja que no hi tenen cap vinculació, encara que "l'Associació d'Estudiants de la Bíblia" fou el nom amb què foren coneguts els actuals Testimonis de Jehová fins a l'any 1931. Aquest grup deriva dels membres que s'oposaren al Jutge Joseph Rutherford, després de la mort de Russell, qui el succeí amb molta controvèrsia, aquest membres van ser fidels a les creences de Russell.

## Història
Després de la mort de Charles Taze Russell el 1916, Joseph Rutherford va ser elegit segon president de la Watch Tower i immediatament va començar una àmplia reestructuració del moviment que, fins al 1928, va portar a cismes esdevinguts dins de les congregacions de la Watch Tower, amb la formació de diferents grups dissidents d'aquesta societat i la deserció de gairebé tres quartes parts dels membres de l'associació. Una de les més polèmiques va ser l'expulsió per part de Rutherford el juliol de 1917 de quatre membres de la Junta de Directors (Hirsh, M Haskins, AI Ritchie, i JD Wright) dels set membres designat pel pastor Russell. Després de la seva expulsió, aquests quatre membres van formar "l'Institut Pastoral de la Bíblia", i van començar a publicar Herald del Regne de Crist.
La divisió més important va esdevenir el gener de 1917, dos mesos després de la mort de Russell, amb la controvertida elecció de Joseph Rutherford com a president de la societat. Com a resultat, més de 4000 seguidors van sortir de la Societat - al voltant d'una cinquena part del total dels membres en aquell moment. El desembre de 1918, Charles E. Oïda i alguns altres opinaven que la recomanació de Joseph Rutherford de comprar bons del Tresor per a finançar la guerra era una perversió dels ensenyaments pacifistes de Russell i van fundar l'"Associació d'Estudiants de la Bíblia Standfast" a Portland a Oregon.
Milers de seguidors abandonaren l'organització, en els anys següents a 1925. Impulsats, uns pel no compliment de les prediccions del 1925, i altres per la desil·lusió amb els canvis doctrinals de Rutherford i la seva campanya pel control centralitzat (teocràcia) del moviment d'Estudiants de la Bíblia.

## Influències del moviment
A part de les ensenyances de Russell, algunes de les persones que van influir en les doctrines d'aquest moviment foren:
- William Miller (1782–1849), va calcular que el període de 2300 dies del llibre de Daniel acabarien l'any 1843 i en aquesta data esdevindria el retorn de Crist.
- John Nelson Darby (1800-1882), considerat el pare del Dispensacionalisme modern.
- Henry Grew (1781-1862), discrepava de la Trinitat, la immortalitat de l'ànima, i de l'infern com a lloc de turment etern.
- Dunbar Isidore Heath (1816-1888), assenyalar una primera noció de "les dues salvacions humanes".
- George Stetson (1814-1879).
- George Storrs (1796–1879), creia que l'home no té una ànima immortal, sinó que els morts estan inconscients i a l'espera de la resurrecció, i que la immortalitat és un do adquirit, sota condició que el ser humà l'obtingui de Déu per mitjà de Jesucrist.
- R. E. Streeter (1847-1924).
- Jonas Wendell (1815-1873), establir l'any 1873 o 1874 com la data de la segona vinguda de Crist.
- Nelson H. Barbour (1824-1905), crea la data del 1914 com la fi dels 'temps dels gentils'.

## Llista dels grups
1. Associació Cristiana del Mil·lenni (1928-present).
2. Associació d'Estudiants de la Bíblia, L'Aurora (1932-present).
3. Associació d'Estudiants de la Bíblia (1917-1931) → Testimonis de Jehovà (1931-present).
4. Institut Bíblic Pastoral (1918-present).
5. Associació d'Estudiants de la Bíblia Grecs.
6. Associació Alemanya d'Estudiants de la Bíblia.
7. Associació del Nou Pacte (1909-1944).
8. Associació dels Estudiants de la Bíblia Intransigents (1918-?).
9. Associació d'Estudiants de la Bíblia de l'Epifania (1955-present).
10. Associació d'Estudiants Lliures de la Bíblia.
11. Associació Francesa d'Estudiants de la Bíblia Lliures.
12. Associació Goshen (1951-present).
13. Associació Polonesa dels Estudiants de la Bíblia.
14. Companyia de Publicació dels Estudiants de la Bíblia (1914-1924).
15. Els Creients del Nou Pacte (1909-present).
16. Els Servents de Yah (1925-?).
17. Església del Portal de la Natura (dècada de 1920-1979).
18. Estudiants Internacionals de la Bíblia de l'Índia.
19. Institut Bíblic Bereà (1917-present).
20. Institut Cristià de la Veritat (desapareguda).
21. Institut de Piramidologia (Dècada de 1920-present).
22. Moviment Missioner de la Casa Laodicenca (1957-1990).
23. Moviment Missioner de la Casa del Llec (1918-present).
24. Nova Associació de Jerusalem (1922-1992).
25. Publicacions dels Vells Camins (1925-1961).
26. Sentinelles de la Matinada (1937-1957).
27. Societat de la Veu d'Elies (1923-?).
28. Societat de l'àngel de Jehovà de Bíblies i Tractats (1917-present).
29. Unió de l'Associació de la Bíblia (1917-present).

## Doctrines dels "Estudiants de la Bíblia"
Després d'un període d'estudi de la Bíblia, el pastor Russell i altres Estudiants de la Bíblia van arribar a creure, que en la fe i la tradició cristiana hi havia errors importants, i que era l'hora de restablir la veritat que s'ensenyava i es practicava en el segle i del cristianisme. Les principals doctrines de Russell foren:
- Harmagedon - Va interpretar la Primera Guerra Mundial com el començament d'Harmagedon que es caracteritza per un deteriorament progressiu de la societat civilitzada, i un atac multinacional a la nació d'Israel reconstituïda.
- Infern - rebuig al foc etern, creia amb una resurrecció de tots els morts.
- Parusia - Russell calculava que l'any 1874, fou l'any de la presència invisible de Crist, defensant aquesta teoria fins al dia de la seva mort.
- Piramidologia, Russell creia que la gran Piràmide de Kheops, fou construïda sota la direcció de Jehovà,[4] i la considerava com "la Bíblia de pedra". Sobre la base d'alguns textos bíblics, com Isaïes 19:19,20, les diverses seccions del monument foren interpretats com a símbols de la caiguda de l'home, la constitució de la llei mosaica, la mort de Crist, la seva resurrecció, i la seva glorificació en el cel. Els càlculs es realitzaren utilitzant la polzada anglesa com a sistema de mesura. Dates com el 1874, 1914 i 1948 sorgiren després de l'estudi d'aquest monument.[5] Per exemple, l'any 1874 es troba en una mesura de 3416 polzades,[6] que es va actualitzar el 1910 a 3457 polzades per designar 1915.[7] La idea, que la gran piràmide era el gran profeta de la Bíblia es va mantenir fins a l'any 1928. L'última referència favorable a la gran piràmide figura en La Talaia de 1928.[8]
- Rapte - Russell i altres estudiants de la Bíblia pensaven que serien portats al cel durant la primera setmana d'octubre de 1914.[9]
- Regne de 1000 anys - Creia que els 6000 anys de la història humana, des de la creació d'Adam, acabaven l'any 1874 quan, segons Russell, Crist va tornar de forma invisible per restaurar el seu regna de 1000 anys a la terra.
- Temps dels gentils - va predir que aquest període, acabaria l'any 1914, i que en aquesta data, Crist tindria el control dels governs de la terra. Vegeu Profecia dels Set Temps.
- Trinitat - Russell rebutjava aquesta doctrina considerant-la pagana.
- Sionisme - Russell, va ser un dels primers predicadors cristians en defensar que la terra de Palestina pertany al poble jueu, i que Jerusalem seria la futura capital del Regne de Déu a la terra. També creia que l'any 1910 els jueus s'ajuntarien a Palestina, per formar la seva pròpia nació, fet que no es va produir fins molts anys més tard en el 1947.

Posteriorment algunes d'aquestes doctrines foren abandonades o modificades pels testimonis de Jehovà, però segueixen vigents en altres grups del moviment.